# Yamu
Yamu (kinesiska: 亚木, 亚木乡) är en socken i Kina. Den ligger i den autonoma regionen Tibet, i den sydvästra delen av landet, omkring 330 kilometer väster om regionhuvudstaden Lhasa. Antalet invånare är 6 313. Befolkningen består av 3 135 kvinnor och 3 178 män. Barn under 15 år utgör 25,0 %, vuxna 15-64 år 67 %, och äldre över 65 år 7,0 %.
Genomsnittlig årsnederbörd är 577 millimeter. Den regnigaste månaden är juli, med i genomsnitt 167 mm nederbörd, och den torraste är januari, med 4 mm nederbörd.